# Guilin Laurent Bizanet
Guilin Laurent Bizanet est un général français de la Révolution et de l’Empire, né le 10 août 1755 à Grenoble en Isère et mort dans cette même ville le 18 avril 1836.

## Carrière
Il commence sa carrière comme canonnier-matelots le 4 novembre 1780 et navigue pendant la guerre d'indépendance des États-Unis à bord du Majestueux du 11 juin 1781 au 24 janvier 1783 . Engagé volontaire, en 1791, il est élu lieutenant-colonel en second du 2e bataillon de volontaires de l'Isère, il devient général de brigade le 22 août 1793 et général de division le 10 avril 1794. Il défend Monaco en 1793. À la fin du Consulat, il est commandant d'armes à Marseille. 
Nommé commandant d'armes de la place de Bergen-op-Zoom en 1810, il connaît son heure de gloire en défendant victorieusement la place le 8 mars 1814 contre une attaque britannique menée par le général Graham,. Il commande Marseille pendant les Cent-Jours sous les ordres de Brune.

## Distinctions
Il est fait chevalier de la Légion d'honneur le 12 décembre 1803 puis officier du même ordre le 14 juin 1804. Le 19 juillet 1814, Louis XVIII le fait chevalier de Saint-Louis. Son nom est gravé sur la 40e colonne de l'arc de triomphe de l'Étoile.